# Aanslagen in Istanbul op 10 december 2016
De aanslagen in Istanbul op 10 december 2016 waren twee bomaanslagen in het centrum van de Turkse stad Istanbul.
In de avond van 10 december 2016 werden op twee plaatsen in Istanbul aanslagen gepleegd. De eerste aanslag vond plaats bij het voetbalstadion van de Turkse voetbalclub Besiktas. Een autobom ontplofte daar twee uur nadat er een voetbalwedstrijd werd gespeeld. Het doelwit was waarschijnlijk een bus van de oproerpolitie. Bij die aanslag zouden zeker dertig politieagenten zijn omgekomen. De tweede aanslag vond plaats in een park zo'n vijfenveertig seconden na de eerste aanslag. Een zelfmoordterrorist zou zich daar hebben opgeblazen. Daarbij zouden zeker vier agenten en één burger zijn omgekomen.
Eerst werd de PKK door de Turkse overheid aangeduid als mogelijke dader, maar een dag na de aanslag werd de verantwoordelijkheid opgeëist door de militante Koerdische beweging TAK. De TAK deed dit via hun website en vermeldde verder, dat ze met hun acties niet het volk willen raken maar de Turkse veiligheidstroepen.
Twee dagen na de aanslag werden door de Turkse politie in Ankara en Istanbul tientallen leden van de Koerdische oppositiepartij HDP opgepakt. Ook in de steden Mersin en Sanliurfa werden invallen gedaan, waarbij in totaal meer dan honderd mensen zijn opgepakt. De Turkse minister van Binnenlandse Zaken liet weten dat er in totaal 235 mensen zijn gearresteerd vanwege vermeende connecties met terrorisme. De Turkse overheid verdenkt het HDP ervan de PKK te ondersteunen.